# Прапор Тростянецького району
Пра́пор Тростяне́цького райо́ну — офіційний символ Тростянецького району Сумської області, затверджений 19 грудня 2003 року рішенням 10 сесії Тростянецької районної ради 4 скликання (за іншими даними — 2004 року).

## Опис
Прапор являє собою прямокутне полотнище та складається з трьох рівновеликих горизонтальних смуг: блакитної, жовтої та малинової. У центрі прапора розміщено герб району, що виглядає як французький щит, в якому на тлі трьох кольорів: малинового, зеленого й блакитного зображено колосок жита, очеретина і дубовий листок. У лівому верхньому куті знаходиться православний хрест.